# RAW Rolling Papers
Raw Rolling Papers, o simplemente RAW, es una marca de papel de fumar fundada en 1995 en Florida, Estados Unidos, por Josh Kesselman. Sus productos se usan para fumar tabaco o cannabis.

## Historia

### 1993-2004
Mientras estaba en la universidad, Josh Kesselman investigó la posibilidad de abrir una tienda de tabaco “muy pequeña” como parte de un proyecto. En aquella época también comerciaba con coleccionistas de papel de liar en Europa. Después de recibir una 'A' en el proyecto, decidió abrir la tienda en la vida real.
En 1993, después de graduarse y vender todas sus posesiones, excepto una camioneta de $500 y una Harley Davidson construida por él mismo , Kesselman pudo abrir una tienda de tabaco llamada Knuckleheads en Gainesville, Florida. Importaba papeles de liar especiales de Europa y vendía parafernalia para fumar, como pipas y bongs. Pudo cobrar primas más altas porque sus clientes querían los raros papeles de liar.
En 1996, Kesselman vendió accidentalmente una pipa de agua a una mujer cuyo padre trabajaba para el gobierno de Estados Unidos . Kesselman fue allanado y puesto bajo arresto domiciliario. Muchos de sus productos fueron confiscados, excepto sus papeles de liar, ya que no eran ilegales. Más tarde ese año, Kesselman se mudó a Arizona para iniciar una empresa de suministro y distribución de humos llamada HBI.
Por esa época, Kesselman conoció al propietario de una fábrica de papel de liar en Alcoy, provincia de Alicante, España, donde se producía papel desde aproximadamente 1764. El propietario buscaba un nuevo cliente que le ayudara a crear y vender nuevos productos. A través de la asociación, Kesselman desarrolló dos marcas, Juicy Jay's, que eran papeles aromatizados, y Elements, que eran similares al papel de arroz.

### 2004-presente
Después de abrir su tienda en 1993, Kesselman se dio cuenta de que en el mercado faltaban papeles naturales sin blanquear. Kesselman creía que estos artículos mejorarían la experiencia de fumar porque no alterarían el sabor de lo que se fumara. En 2004, hizo una inversión de 1 millón de dólares a un proveedor de papel base natural, menos procesado y sin blanquear, que podría convertirse en papeles de fumar sin blanquear «veganos» en folletos. El concepto tuvo éxito y RAW se convirtió en la primera empresa en ofrecer papeles sin blanquear «veganos». En 2005, RAW lanzó por completo su primera línea de papeles de liar. El papel estaba hecho de plantas sin blanquear y no contenía productos químicos, aditivos ni colorantes.
Alrededor de 2008, los artistas de hip-hop comenzaron a usar RAW y a compartirlo con sus amigos. Al mismo tiempo, la gente buscaba una mejor experiencia de fumar. Esto ayudó a que la marca creciera. Se vende en todo Estados Unidos y la empresa tiene oficinas en Estados Unidos, Canadá y Europa. Durante la pandemia de coronavirus, la demanda de productos de RAW se triplicó. En 2023, la empresa aclaró que sus papeles de liar de cáñamo orgánico se fabrican en Benimarfull , un pueblo de la provincia de Alicante, España, utilizando cáñamo orgánico certificado sin blanquear molido en fábricas del sur de Francia. En agosto de ese mismo año, la empresa creó la beca RAW Seeds para «operadores de cannabis tradicionales que construyeron la industria del cannabis». Se otorga a través de la Fundación JUSTÜS.

## Fabricación
Los papeles se producen en una variedad de estilos y tamaños.Estos papeles están hechos de fibras vegetales sin blanquear y menos procesadas, lo que les da una textura única y un color marrón natural. Los papeles RAW también utilizan una goma a base de agua. La producción de láminas base en la fábrica implica mezclar las fibras, crear una pulpa, secar el papel e inspeccionar su calidad. Algo que distingue a los papeles de liar RAW de otras marcas es una marca de agua única. La marca de agua se crea presionando y haciendo rodar el papel entre dos rodillos metálicos con presión constante, lo que deja un patrón distintivo en el papel. El proceso adicional requerido para crear la marca de agua trae cambios en la densidad del papel.

## Productos
Los productos de papel vienen en diferentes tipos, incluidos el clásico y el orgánico. La línea RAW Black, es más delgada que los papeles originales y puede quemarse más lentamente. Los papeles no contienen blanqueadores químicos. Los papeles veganos no contienen productos animales, incluidos tintes, algunos de los cuales pueden elaborarse con lactosa, y la línea de goma de mascar es un adhesivo de origen vegetal, no animal.
El fundador de RAW, Josh Kesselman, diseñó y vende un paraguas con una ranura para sostener un cono y una boquilla para que la gente pueda fumar y caminar bajo la lluvia. Kesselman dijo que pensar en productos divertidos y excéntricos que resuenen con el negocio es parte de la alegría de estar en la comunidad del papel de liar.

## Controversias
El 9 de febrero de 2023, HBI y la marca rival Republic estuvieron involucrados en un caso judicial. HBI había sido acusada de tener información engañosa sobre todos los papeles que se fabrican en Alcoy España, las organizaciones benéficas de la empresa y ser el «único» proveedor de papeles de liar orgánicos. El 5 de junio de 2023, el tribunal falló a favor de HBI con respecto al reclamo de Republic por publicidad falsa. El jurado determinó que Republic había «infringido intencionalmente el empaque y el marketing de RAW». HBI (RAW) recibió 1.019.620 dólares en junio de 2021; el tribunal añadió “intereses previos al fallo” de 446.203 dólares, lo que elevó la indemnización total de RAW a 1.465.823 dólares.

## RAW en la cultura
El rapero Wiz Khalifa dedicó una canción a la marca, titulada Raw. El producto de la compañía también ha sido apoyado por Curren$y, 2 Chainz, Mick Jenkins, Chris Webby, Z-Ro y Futuristic. En 2014, RAW se asoció con Wiz Khalifa y lanzó su propia línea de papeles de liar. Mary Schumacher de The Fresh Toast recomendó papeles de liar RAW a las personas que fuman cannabis. En 2022, Esquire los agregó a la lista de los mejores papeles de liar. En 2017, los papeles de fumar RAW Black se incluyeron en la lista de los mejores papeles de fumar de la revista High Times. Dominic Vasquez, un diseñador de zapatos personalizados, tiene una línea de zapatos RAW. Utiliza decoraciones con temas de RAW y cada zapato viene con un juego adicional de cordones hechos de cáñamo.